# What Lies Ahead
"What Lies Ahead" is een nummer van de Nederlandse band Kensington. Het nummer verscheen op hun album Time uit 2019. Op 30 augustus van dat jaar werd het uitgebracht als de tweede single van het album.

## Achtergrond
"What Lies Ahead" is geschreven door zanger Eloi Youssef, maar wordt toegeschreven aan de gehele band, en is geproduceerd door de band in samenwerking met Gggarth. Youssef schreef het nummer toen hij nadacht over wat er mis zou kunnen gaan in de opvoeding van zijn pasgeboren dochter. Dit deed hem ook denken aan zijn eigen opvoeding door zijn ouders. Het refrein schreef hij uiteindelijk voor zijn dochter met de gedachte dat hij er alles aan zou doen om er voor haar te zijn.
"What Lies Ahead" betekende een terugkeer van Kensington naar een rockgeluid, nadat de voorgaande single "Bats" een nummer met meer elektronische invloeden was. Youssef vertelde over de publieke reactie op deze keuze: "Veel mensen waren positief. Anderen reageerden zo van: 'Oh nee, ze gaan toch niet deze kant op? Dat elektronische... Waar zijn de gitaren?' Maar dat was juist het grappige eraan, want toen kwam het volgende nummer ["What Lies Ahead"] en hup! Daar zijn de gitaren."
"What Lies Ahead" werd een hit in Nederland: het piekte op plaats 23 in de Top 40, terwijl het in de Single Top 100 tot plaats 76 kwam. Het nummer, inclusief de videoclip, moet volgens gitarist Casper Starreveld een positief gevoel geven: "De video geeft een goede indruk van het maken van het album; de meeste beelden zijn door onszelf in en om de studio geschoten. Het is een track om met je raam open richting de zonsondergang te rijden."

## Hitnoteringen

### Nederlandse Top 40
| Hitnotering: 07-09-2019 t/m 02-11-2019 | Hitnotering: 07-09-2019 t/m 02-11-2019 | Hitnotering: 07-09-2019 t/m 02-11-2019 | Hitnotering: 07-09-2019 t/m 02-11-2019 | Hitnotering: 07-09-2019 t/m 02-11-2019 | Hitnotering: 07-09-2019 t/m 02-11-2019 | Hitnotering: 07-09-2019 t/m 02-11-2019 | Hitnotering: 07-09-2019 t/m 02-11-2019 | Hitnotering: 07-09-2019 t/m 02-11-2019 | Hitnotering: 07-09-2019 t/m 02-11-2019 | Hitnotering: 07-09-2019 t/m 02-11-2019 |
| Week                                   | 1                                      | 2                                      | 3                                      | 4                                      | 5                                      | 6                                      | 7                                      | 8                                      | 9                                      |                                        |
| -------------------------------------- | -------------------------------------- | -------------------------------------- | -------------------------------------- | -------------------------------------- | -------------------------------------- | -------------------------------------- | -------------------------------------- | -------------------------------------- | -------------------------------------- | -------------------------------------- |
| Positie                                | 40                                     | 27                                     | 24                                     | 23                                     | 23                                     | 25                                     | 27                                     | 28                                     | 33                                     | uit                                    |

### Single Top 100
| Hitnotering week 1 t/m 6: 21-09-2019 t/m 26-10-2019 Hitnotering week 7: 23-11-2019 | Hitnotering week 1 t/m 6: 21-09-2019 t/m 26-10-2019 Hitnotering week 7: 23-11-2019 | Hitnotering week 1 t/m 6: 21-09-2019 t/m 26-10-2019 Hitnotering week 7: 23-11-2019 | Hitnotering week 1 t/m 6: 21-09-2019 t/m 26-10-2019 Hitnotering week 7: 23-11-2019 | Hitnotering week 1 t/m 6: 21-09-2019 t/m 26-10-2019 Hitnotering week 7: 23-11-2019 | Hitnotering week 1 t/m 6: 21-09-2019 t/m 26-10-2019 Hitnotering week 7: 23-11-2019 | Hitnotering week 1 t/m 6: 21-09-2019 t/m 26-10-2019 Hitnotering week 7: 23-11-2019 | Hitnotering week 1 t/m 6: 21-09-2019 t/m 26-10-2019 Hitnotering week 7: 23-11-2019 | Hitnotering week 1 t/m 6: 21-09-2019 t/m 26-10-2019 Hitnotering week 7: 23-11-2019 | Hitnotering week 1 t/m 6: 21-09-2019 t/m 26-10-2019 Hitnotering week 7: 23-11-2019 |
| Week                                                                               | 1                                                                                  | 2                                                                                  | 3                                                                                  | 4                                                                                  | 5                                                                                  | 6                                                                                  |                                                                                    | 7                                                                                  |                                                                                    |
| ---------------------------------------------------------------------------------- | ---------------------------------------------------------------------------------- | ---------------------------------------------------------------------------------- | ---------------------------------------------------------------------------------- | ---------------------------------------------------------------------------------- | ---------------------------------------------------------------------------------- | ---------------------------------------------------------------------------------- | ---------------------------------------------------------------------------------- | ---------------------------------------------------------------------------------- | ---------------------------------------------------------------------------------- |
| Positie                                                                            | 79                                                                                 | 76                                                                                 | 90                                                                                 | 96                                                                                 | 86                                                                                 | 83                                                                                 | uit                                                                                | 80                                                                                 | uit                                                                                |

### NPO Radio 2 Top 2000
| Nummer met noteringen in de NPO Radio 2 Top 2000 | '20  | '21  | '22  |
| ------------------------------------------------ | ---- | ---- | ---- |
| What Lies Ahead                                  | 1347 | 1580 | 1768 |

1. ↑  Een vetgedrukt getal geeft de hoogste notering aan.
2. ↑  2020 was het eerste jaar met een notering voor dit nummer.
3. ↑  Deze tabel is bijgewerkt tot en met de laatste editie (2024).

Eloi Youssef · Casper Starreveld · Niles Vandenberg · Jan Haker